# Finn Abrahamowitz
Finn Abrahamowitz, född 4 december 1939 i Frederiksberg, Danmark, död 4 augusti 2006, var en dansk folkhögskolelärare och författare. Han skrev ett stort antal romaner, biografier och läroböcker inom psykologi.
Han var son till den judiska skräddarmästaren Herman Abramowitz och dennes hustru Emma, född Castella, som var kristen. Under ockupationen flydde Abrahamowitz 1943 med sin familj till Sverige. Han började studera där 1959 och kom att arbeta som målare i Paris från början av 1960-talet. Vidare läste han sociologi på Köpenhamns universitet och var från 1970 till 2000 journalist på dagstidningen Information, närmare bestämt som litteraturkritiker inom psykologi och psykiatri.
År 1971 började Abrahamowitz arbeta som lärare och flyttade 1989 till Ubberup. Från 1995 försörjde han sig som författare på heltid. Han gifte sig den 13 maj 1983 med sekreteraren Jane Rumberger.